# Triacanthodes anomalus
Triacanthodes anomalus és una espècie de peix de la família dels triacantòdids i de l'ordre dels tetraodontiformes.

## Morfologia
- Els mascles poden assolir 10 cm de longitud total.[5][6]

## Hàbitat
És un peix marí i de clima tropical.

## Distribució geogràfica
Es troba al sud del Japó, sud de Corea, Taiwan i Hong Kong.

## Observacions
És inofensiu per als humans.